# Leapmotor C01
La Leapmotor C01 (cinese: 零跑C01) è autovettura elettrica prodotta dalla casa automobilistica cinese Leapmotor dal 2022.

## Descrizione

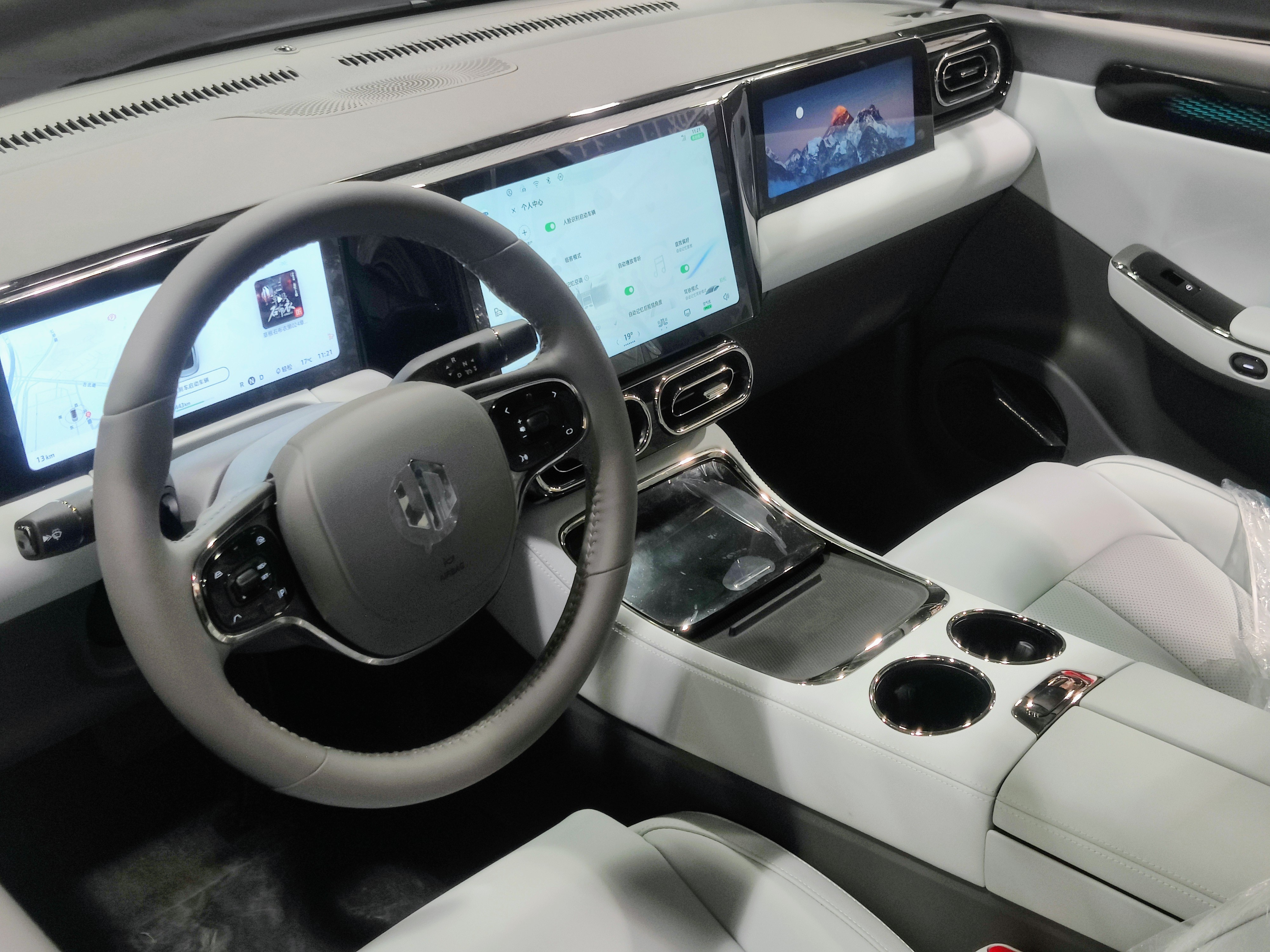
Interni

Presentata nell'autunno 2022, la C01 è costruita sulla stessa piattaforma della Leapmotor C11. La versione base ha un motore singolo capace di erogare 200 kW (268 CV) e una coppia di 360 Nm, mentre la versione top du gamma con doppio motore ha una potenza massima di 400 kW (536 CV) e una coppia di 720 Nm. 
La versione top di gamma ha un pacco batteria da 90 kWh con un’autonomia di 717 chilometri, mentre la versione base ha un’autonomia di 500 km. La versione top di gamma C01 Pro+ può accelerare da 0 a 100 km/h in 3,7 secondi.
Nel luglio 2023 è stata presentata la variante ibrida plug-in in chiamata EREV, che è alimentata da un motore termico prodotto dalla Seres Group da 1,5 litri che eroga 70 kW. Il motore elettrico conserva le stesse specifiche della versione a motore singolo, che ha una potenza massima di 200 kW. Il motore termico funge da generatore per ricaricare le batterie.